# FAG Chemnitz C 10

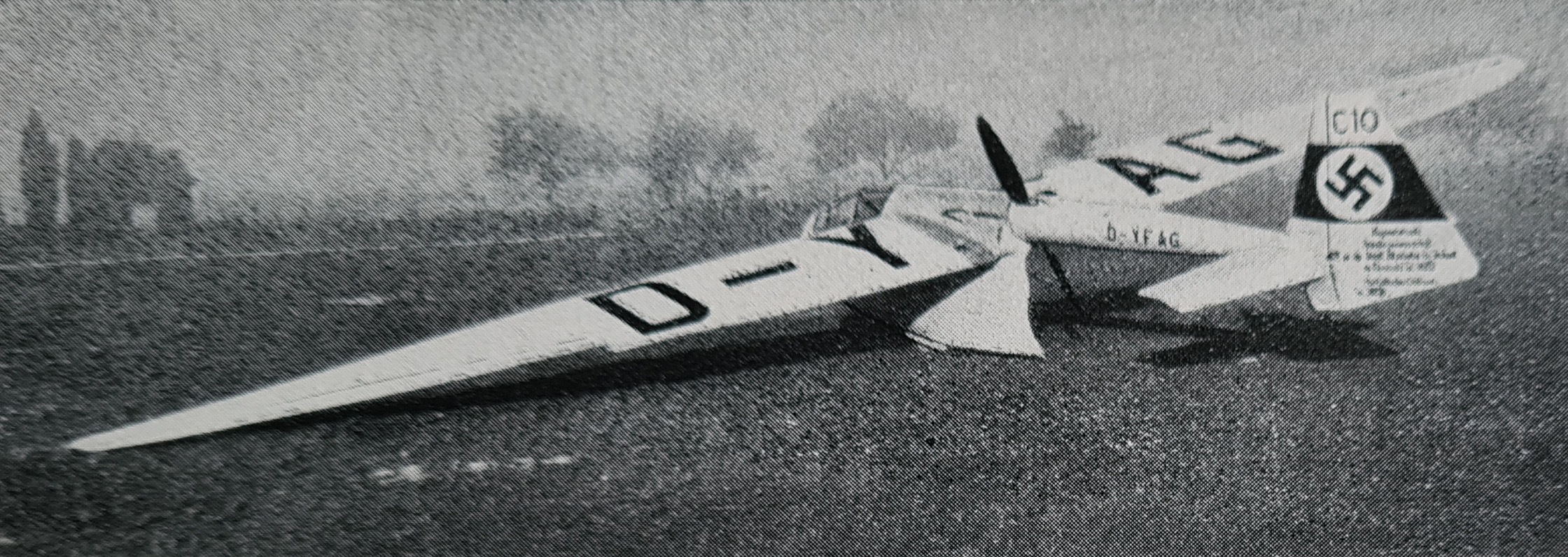
FAG C 10, Flugtechnische Arbeitsgemeinschaft an der Staatl. Akademie für Technik Chemnitz

Die C 10 und C 10a waren zwei in den 1940er Jahren entwickelte Motorsegler und mit ihrer äußerst fortschrittlichen Auslegung die Vorläufer der in der heutigen Zeit eingesetzten Typen dieser Bauart.

## Entwicklung
Die C 10 wurde 1939 an der Flugtechnischen Arbeitsgemeinschaft (FAG) der Staatlichen Akademie für Technik in Chemnitz (heute Technische Universität Chemnitz) von Hans Wünscher entwickelt, der nach Abschluss seines Studiums im Februar 1938 an der Chemnitzer Akademie eine Anstellung in der FAG als Assistent des Leiters Martin Günther ausübte. Wünscher hatte sich schon seit 1933 mit der Konstruktion eines Motorseglers beschäftigt und sich bei der Auslegung vom Zaunkönig inspirieren lassen, der 1930 von Herbert Gropp, seinerzeit ebenfalls ein Chemnitzer FAG-Mitglied, projektiert und gebaut worden war. Um den Widerstand des Motorantriebs und der Luftschraube zu minimieren, entwickelte Wünscher einen zweigeteilten Leitwerksträger, in den die Luftschraube samt Welle integriert wurde. Beim Ausschalten des Antriebs während des Fluges falteten sich die Luftschraubenblätter durch den Fahrtwind selbsttätig zusammen, beim Anlassen des Motors wurden sie durch die bei den Drehzahlen entstehenden Fliehkräfte in Arbeitsstellung geschwenkt. Dieses moderne Arbeitsprinzip wurde Wünscher am 12. September 1939 als Patent ausgegeben. Der Bau der C 10 durch eine Arbeitsgruppe der FAG unter Leitung des Werkstattleiters Karl Fritsch hatte bereits vorher begonnen. Am 5. September 1940 fand in Chemnitz der Erstflug des Seglers mit dem Kennzeichen D–YFAG durch Hans Wünscher statt. Anschließend wurde das Flugzeug für weitere Tests der DVL in Adlershof überstellt, zu der Wünscher mittlerweile gewechselt war. Dort wurde es von mehreren Piloten versuchsweise geflogen und erhielt durchweg positive Kritiken. Aber bereits am 1. Oktober 1940 wurde die C 10 zerstört; der Flugzeugführer Herbert Schmidt hatte die relativ hohe Mindestgeschwindigkeit von 85 km/h unterschritten, war ins Trudeln geraten und kam beim Absturz ums Leben.
Das Konzept hatte die DVL jedoch überzeugt und so gab sie den Bau eines zweiten Exemplars in Auftrag. Im Gegensatz zu ihrem Vorgänger erhielt dieses aber statt eines Stahlrohr-Rumpfboots eines aus Holz. Es erhielt die Bezeichnung C 10a und startete im Sommer 1942 mit dem Kennzeichen D–YFAT in Chemnitz zum Erstflug. Die weitere Erprobung wurde von Hans Wünscher auf dem Flugplatz Prag-Letňany fortgeführt. Bei einem Vergleichsfliegen in Darmstadt im August 1943 wurde das Muster abermals von verschiedenen Piloten geflogen und durchweg positiv beurteilt, schied aber am 27. August aufgrund einer defekten Benzinpumpe aus dem Wettbewerb aus. Nach dem Ende der Testreihe kam die C 10a wieder zurück nach Chemnitz. Dort verbrannte sie in der Nacht vom 5. auf den 6. März 1945 zusammen mit drei weiteren Flugzeugen der FAG bei einem alliierten Luftangriff, der das Büro, die Werkstatt und die Konstruktionsräume der FAG vollständig zerstörte.

## Aufbau
Das Rumpfwerk der C 10 bestand aus einem stoffüberspannten, tragenden Stahlrohrgerüst mit Formleisten (Gemischtbauweise), das der C 10a bestand aus Holz (Holzbauweise). Der Motorbereich war mit Duraluminium verkleidet. Daran schloss sich der hochangesetzte, zweigeteilte Leitwerksträger aus Stahl an, in den die Faltluftschraube integriert war. Trag- und Leitwerk bestanden aus einem Holzgerippe, das ebenfalls mit Stoff bespannt war. Eine Besonderheit des Flugzeuges war, dass der Motor nur vom Führersitz aus anzuwerfen ging und die Luftschraubenblätter in Aussparungen im Leitwerksträger eingeklappt werden konnten. Diese von Hans Wünscher entwickelte Lösung sollte dazu dienen, den Luftwiderstand des Seglers zu verringern.

## Technische Daten
| Entwurf:          | Hans Wünscher, FAG. Chemnitz                                        |
| Hersteller:       | FAG Chemnitz                                                        |
| Baumuster:        | C 10                                                                |
| Bauform:          | Schulterdecker                                                      |
| Bauart:           | freitragend                                                         |
| Verwendungszweck: | Motorsegler                                                         |
| Motor:            | ein Zweizylinder-Boxermotor Kroeber M 4, 18 PS (13 kW), luftgekühlt |
| Besatzung:        | 1                                                                   |

| Kenngröße                | Daten      |
| ------------------------ | ---------- |
| Abmessungen:             |            |
| Spannweite               | 12,50 m    |
| Länge                    | 6,03 m     |
| Höhe                     | 2,07 m     |
| Rumpfbreite              | 0,64 m     |
| Rumpfhöhe                | 1,16 m     |
| Rumpfquerschnitt         | 0,53 m²    |
| Radspur                  | zentral    |
| Bereifungsart            | Ballon     |
| Reifengröße              | 380×150    |
| Sporn                    |            |
| Radbremse                | mechanisch |
| Flächeninhalte:          |            |
| Tragfläche mit Querruder | 12,00 m²   |
| Querruder                | 1,80 m²    |
| Landeklappen             | 0,00 m²    |
| Bremsklappen             | 0,00 m²    |
| Höhenflosse              | 0,64 m²    |
| Höhenruder               | 0,44 m²    |
| Höhenleitwerk            | 1,08 m²    |
| Seitenflosse             | 0,26 m²    |
| Seitenruder              | 0,55 m²    |
| Seitenleitwerk           | 0,81 m²    |
| Tragfläche:              |            |
| Umriss                   | elliptisch |
| Pfeilform                | 0°         |
| V-Form                   | 0°         |
| Knickflügel              | nein       |
| Wurzeltiefe              | 1,25 m     |
| mittl. Flächentiefe      | 0,96 m     |
| Endtiefe                 | - m        |

| Kenngröße               | Daten                            |
| ----------------------- | -------------------------------- |
| Flügelstreckung         | 13,02                            |
| Trapezverhältnis        | -                                |
| Bruchlastvielfaches     | 10                               |
| Beanspruchungsgruppe    |                                  |
| Profile:                |                                  |
| an der Wurzel           | NACA 23016                       |
| in halber Spannweite    | NACA 23012                       |
| am Ende                 | NACA 23012                       |
| Höhenleitwerk           | NACA 0012                        |
| Seitenleitwerk          | NACA 0012-18                     |
| Einstellwinkel am Rumpf | 6°                               |
| Schrägungswinkel        | 6°                               |
| Massen:                 |                                  |
| Rüstmasse               | 200 kg                           |
| Zuladung                | 100 kg                           |
| Startmasse              | 300 kg                           |
| Zuladung/Rüstmasse      | 0,50                             |
| Luftschraube:           |                                  |
| Bauart                  | Fliehkraft-Klappschraube         |
| Antrieb                 | durch Keilriemen, 1:2 untersetzt |
| Durchmesser             | 1,66 m                           |
| Steigung                | - m                              |
| Blattzahl               | 2                                |
| Baustoff                | Holz                             |
| Drehsinn                | links                            |
| Schraubenfläche         | 2,16 m²                          |
| Baustoffe:              |                                  |
| Tragwerk                | Holzgerippe, stoffbespannt       |
| Rumpfwerk               | Stahlrohrgerüst, stoffbespannt   |
| Leitwerk                | Holzgerippe, stoffbespannt       |

| Kenngröße                | Daten                |
| ------------------------ | -------------------- |
| Leistungen:(Segelflug)   |                      |
| Gleitzahl                | 22 bei 85 km/h       |
| Geringstes Sinken        | 0,85 m/s bei 65 km/h |
| Höchstgeschwindigkeit    | km/h                 |
| Tragflächbelastung       | 25,00 kg/m²          |
| Klafterbelastung         | 1,92 kg/m²           |
| Leistungen:(Motorflug)   |                      |
| Flugdauer                | 3,25 h               |
| Flugweite                | 424 km               |
| Kraftstoffverbrauch      | 6,15 l/100 km        |
| Höchstgeschwindigkeit    | 155 km/h             |
| Reisegeschwindigkeit     | 130 km/h             |
| Landegeschwindigkeit     | 58 km/h              |
| Steiggeschwindigkeit     |                      |
| in Bodennähe             | 1,90 m/s             |
| Tragflächenbelastung     | 25,00 kg/m²          |
| Leistungsbelastung       | 16,67 kg/PS          |
| Flächenleistung          | 1,50 PS/m²           |
| Schraubenflächenleistung | 8,34 PS/m²           |
| Zulassung:               |                      |
| zu Windenschlepp         | ja                   |
| zu Autoschlepp           | ja                   |
| zu Flugzeugschlepp       | ja                   |
| zu Kunstflug             | nein                 |